# 西新安郡
西新安郡，中国南北朝时设置的郡。
南朝齐高帝建元元年（479年）设置宁蛮校尉，同时设置西新安郡，地属平蠻府。在今湖北省襄阳市一带，下辖新安县、汎阳县、安化县、南安县四县。与新安郡、東新安左郡相区别称之为西新安郡。南梁、南陈废西新安郡。